# Whitbread Round the World 1973-1974
De Whitbread Round the World 1973-1974 was de eerste editie van de zeilwedstrijd om de wereld die tegenwoordig de "Volvo Ocean Race" heet. De race werd gewonnen door de Mexicaanse zeilboot "Sayula II", een boot van het type "Swan 65", geleid door de Mexicaanse schipper Ramón Carlin met aan boord de eerste Nederlandse zeezeiler van de Whitbread, Tjerk Romke de Vries.
De race ging van start in het Engelse Portsmouth op 8 september 1973 en keerde daar na vier etappes terug. Aan de race deden 17 zeilboten mee van verschillende afmetingen. Om de kansen voor alle boten gelijk te maken werd er gewerkt met handicaps zodat er een overall-klassement gemaakt kon worden.
Opvallend was dat de winnende boot "Sayula II" tijdens de race kapseisde. Toch werd nog onverwacht het eindklassement gewonnen in een gecorrigeerde tijd van 133 dagen en 13 uur.

## Doden
Voor het eerste keer in de zeilgeschiedenis ging een wedstrijd via de Zuidelijke Oceaan die door zeilers vaak uitdagend en gevaarlijk wordt genoemd. Tijdens die derde etappe waren er drie doden te betreuren.
Het eerste slachtoffer van de "Roaring Forties" was op 19 november 1973 de Brit Paul Waterhouse, die zeilde op de Italiaanse "Tauranga". Door een rukwind maakte het schip een "broach" waardoor Waterhouse overboord sloeg. Ondanks een zoektocht van vier uur werd hij niet meer teruggevonden. Drie dagen later ging het opnieuw mis toen de Fransman Dominique Guillet, zeilend op de Franse "33 Export", vermist raakte na het verwisselen van een zeil tijdens zwaar weer. Ook hij werd niet teruggevonden. In januari 1974 sloeg de Brit Bernie Hosking van de "Great Britain II" in de Tasmanzee overboord tijdens een "Southerly Buster" (een hevige storm die bij Australië en Nieuw-Zeeland kan voorkomen); hij werd niet meer gevonden.

## Route
| Etappe | Start          | Finish         | Afstand  | Datum start          | Winnaar          |
| ------ | -------------- | -------------- | -------- | -------------------- | ---------------- |
| 1      | Portsmouth     | Kaapstad       | 6.650 Nm | 8 september 1973     | Great Britain II |
| 2      | Kaapstad       | Sydney         | 6.550 Nm | 7 november 1973      | Pen Duick VI     |
| 3      | Sydney         | Rio de Janeiro | 8.370 Nm | 29 december 1973     | Great Britain II |
| 4      | Rio de Janeiro | Portsmouth     | 5.430 Nm | 6 t/m 11 maart 1974* | Great Britain II |

*De slotrace was een achtervolgingsrace om te zorgen dat de boten ongeveer gelijk zouden aankomen.

## Teams
Aan de eerste editie deden 17 teams mee. Alle zeilboottypen konden meedoen. Door middel van handicaps werden de verschillen tussen de boten gecompenseerd. Overigens worden in de aangehaalde bron 19 boten genoemd, terwijl in de overige bronnen het aantal van 17 wordt vermeld. De Zweedse boot Keewaydin startte twee weken te laat en trok zich terug nadat het de Canarische Eilanden had bereikt.

## Scoringssysteem
Na elke etappe werden de gevaren tijden volgens het handicapsysteem gecorrigeerd. De gecorrigeerde tijden voor elke etappe werden bij elkaar opgeteld. Het team met de snelste gecorrigeerde tijd was de winnaar. Het schip dat de totale afstand het snelste aflegde was de "Great Brittain II", winnaar van drie etappes, die dat in 144 dagen deed. De uiteindelijke winnaar "Sayula II" had 152 dagen nodig.

## Eindklassement
| Positie | Team             | Land                | Schipper(s)                                                   | Gecorrigeerde tijd  |
| ------- | ---------------- | ------------------- | ------------------------------------------------------------- | ------------------- |
| 1       | Sayula II        | Mexico              | Ramón Carlin                                                  | 133 dagen en 13 uur |
| 2       | Adventure        | Verenigd Koninkrijk | Patrick Bryans, Malcolm Skene, George Vallings, Roy Mullender | 135 dagen en 8 uur  |
| 3       | Grand Louis      | Frankrijk           | André Viant                                                   | 138 dagen en 15 uur |
| 4       | Kriter           | Frankrijk           | Jack Grout, Michael Malinovsky en Alain Gliksman              | 141 dagen en 2 uur  |
| 5       | Guia             | Italië              | Giorgio Falck                                                 | 142 dagen en 19 uur |
| 6       | Great Britain II | Verenigd Koninkrijk | Chay Blyth                                                    | 144 dagen en 11 uur |
| 7       | Second Life      | Verenigd Koninkrijk | Roddy Ainslie                                                 | 150 dagen en 8 uur  |
| 8       | Cserb            | Italië              | Doi Malingri                                                  | 155 dagen en 7 uur  |
| 9       | British Soldier  | Verenigd Koninkrijk | James Myatt                                                   | 156 dagen en 21 uur |
| 10      | Tauranga         | Italië              | Eric Pascoli                                                  | 156 dagen en 22 uur |
| 11      | Copernicus       | Polen               | Zygfryd Perlicki                                              | 166 dagen en 19 uur |
| 12      | 33 Export        | Frankrijk           | Jean-Pierre Millet, Dominque Guillet                          | 175 dagen en 22 uur |
| 13      | Otago            | Polen               | Zdzislaw Pienkawa                                             | 178 dagen en 9 uur  |
| 14      | Peter von Danzig | West-Duitsland      | Reinhard Laucht                                               | 179 dagen en 15 uur |
| Dnf     | Pen Duick VI     | Frankrijk           | Eric Tabarly                                                  | -                   |
| Dnf     | Burton Cutter    | Verenigd Koninkrijk | Leslie Williams, Alan Smith                                   | -                   |
| Dnf     | Jakaranda        | Zuid-Afrika         | John Goodwin                                                  | -                   |
| Dnf     | Concorde         | Frankrijk           | Pierre Chassin                                                | -                   |
| Dnf     | Pen Duick III    | Frankrijk           | M. Cuiklinski                                                 | -                   |

Dnf: Niet gefinisht